# Eino Kuvaja
Eino Hjalmar Kuvaja (ur. 17 czerwca 1906 w Kuopio, zm. 11 grudnia 1975 tamże) – fiński biathlonista i oficer piechoty.

## Kariera
Uczestniczył w zawodach sportowych w latach 20. i 30. XX wieku. W 1928 wystąpił na igrzyskach olimpijskich w Sankt Moritz, wspólnie z Kalle Tuppurainenem, Esko Järvinenem i Veikko Ruotsalainenem zajmując drugie miejsce w zawodach pokazowych w patrolu wojskowym. Wynik ten, razem z Ollim Remesem, Kalle Arantolą i Ollim Huttunenem powtórzył w kolejnych pokazowych zawodach podczas igrzysk olimpijskich w Garmisch-Partenkirchen w 1936 roku. Na mistrzostwach świata w Zakopanem w 1929 roku był członkiem fińskiej drużyny, która zwyciężyła w patrolu wojskowym. W tej samej dyscyplinie startował także na mistrzostwach świata w Oslo rok później (5. miejsce) i mistrzostwach świata w Zakopanem w 1939 roku (6. miejsce).
W trakcie II wojny światowej brał udział w wojnie zimowej i wojnie kontynuacyjnej, ostatecznie osiągając stopień podpułkownika. W 1944 roku otrzymał Krzyż Mannerheima, po tym jak został ranny w okolicach Äyräpää (obecnie rejon wyborski w obwodzie leningradzkim).
W latach 1956–1965 był prezesem klubu Puijon Hiihtoseura.